# Gammelby
Gammelby (ausgesprochen: Gammelbü) ist eine Gemeinde im Kreis Rendsburg-Eckernförde in Schleswig-Holstein.

## Geografie

### Lage
Gammelby liegt direkt nordwestlich der Mittelstadt Eckernförde an der Kollholmer Au (Koseler Au) im Landschaftsbereich der Halbinsel Schwansen.

### Ortsteile
Die Höfe Birkensee (dänisch Birkesø), Flintberg (dänisch Flintbjerg), Johannisberg, Puckholt (dänisch Pukholt), Ravensberg und die Güter Rögen (dänisch Røgind) und  Eichthal (dänisch Egdal) liegen im  Gemeindegebiet.

### Nachbargemeinden
Angrenzende Gemeindegebiete zu Gammelby sind:
| Kosel   | Rieseby                                     |                        |
|         | Kompassrose, die auf Nachbargemeinden zeigt |                        |
| Windeby |                                             | Barkelsby, Eckernförde |

## Geschichte
Gammelby wurde 1339 erstmals erwähnt. Der Ortsname kommt aus dem Dänischen und bedeutet schlicht altes Dorf. Im 16. Jahrhundert sind zwei Dörfer bezeugt: Grote Gammelby und Lütke Gammelby; diese kamen 1617 zunächst zum Gutsbezirk Saxtorf, später zum Gutsbezirk Rögen. Die Gemeinde Gammelby wurde dann 1876 geschaffen.
| Jahr | Einw. | Jahr | Einw. |
| ---- | ----- | ---- | ----- |
| 1933 | 272   | 2003 | 542   |
| 1939 | 309   | 2006 | 516   |
| 1950 | 567   | 2007 | 526   |
| 1961 | 466   | 2011 | 562   |
| 1970 | 430   | 2023 | 500   |
| 1989 | 449   |      |       |

### Eingemeindungen
Im Jahr 1928 wurde der ehemalige Gutsbezirk Rögen der Gemeinde Gammelby hinzugefügt.

### Ausgliederungen
Am 1. Januar 1974 wurde der Gemeindeteil Grasholz mit damals mehr als 70 Einwohnern an die Stadt Eckernförde abgetreten. Grasholz war bis 1637 Eckernförder Gebiet, danach ein Teil des Gutes Saxtorf.

## Politik

### Gemeindevertretung
Bei der Kommunalwahl am 14. Mai 2023 wurden insgesamt neun Sitze vergeben. Die Kommunale Wählergemeinschaft Gammelby erhielt sechs Sitze und die Gammelbyer Wählergemeinschaft Gammelby erhielt drei Sitze.

### Wappen
Blasonierung: „In Gold ein blauer Wellenbalken, oben ein rotes Steingrab, unten drei schwarze Pflugschare 2 : 1.“
Das Wappen nimmt Bezug auf das Großsteingrab Gammelby-Eichtal.

## Wirtschaft und Infrastruktur
Neben der Landwirtschaft prägt der Kiesabbau das Gemeindegebiet.

### Verkehr
Am südlichen Ortsrand führt die Bundesstraße 76 nach Schleswig.